# Legal Entity Identifier
Een Legal Entity Identifier (LEI) is een wereldwijd unieke code waarmee ondernemingen (juridische entiteiten) geïdentificeerd kunnen worden. De LEI is in het leven geroepen als reactie op de financiële crisis van 2008. Eind 2012 is de eerste LEI uitgegeven en in januari 2020 waren er al zo’n 1,5 miljoen unieke LEIs.
Vanuit diverse wet-en regelgeving is het hebben van een LEI verplicht gesteld. Dit beperkt zich niet enkel tot grote instellingen, zoals banken en verzekeraars. Iedereen die vanuit een onderneming (ook eenmanszaak) wil beleggen dient een LEI te hebben.
De code is opgemaakt als een alfanumerieke code van 20 tekens op basis van de ISO 17442-norm die is ontwikkeld door de International Organisation for Standardization (ISO). Het sluit aan op belangrijke referentie-informatie die een duidelijke en unieke identificatie mogelijk maakt van rechtspersonen die deelnemen aan financiële transacties. Elke LEI bevat informatie over de eigendomsstructuur van een entiteit en beantwoordt zo de vragen 'wie is wie' en 'wie wie bezit'. Simpel gezegd kan de publiek beschikbare LEI-gegevenspool worden beschouwd als een wereldwijde lijst van deelnemers aan de financiële markt.
Er zijn een aantal LEI-emittenten over de hele wereld die de id's uitgeven en onderhouden en fungeren als primaire interfaces voor de globale directory, dit zijn meestal financiële beurzen of leveranciers van financiële gegevens. Deze zijn geaccrediteerd door de Global Legal Entity Identifier Foundation (GLEIF) om LEI's uit te geven. In februari 2020 waren er 34 LEI-emittenten, ook aangeduid als Local Operating Units (LOUs) geaccrediteerd.
Het is de Financial Stability Board (FSB), onder controle van de G20, die de Global Legal Entity Identifier Foundation (GLEIF) heeft opgericht. Zowel FSB als GLEIF hebben hun hoofdkwartier in het Zwitserse Basel.
Een LEI kan worden aangevraagd bij een LEI uitgevende instelling of via een registratie agent die u helpt met de aanvraag en het beheer van uw LEI. Een voorbeeld van een LEI uitgevende instelling is de Nederlandse Kamer van Koophandel, het Franse Institut national de la statistique et des études économiques (INSEE) of Bloomberg L.P., GS1, the Irish Stock Exchange of London Stock Exchange.
Voorbeelden van registratie agents (Registration Agents) zijn ManagedLEI, ISIN2LEI, GetLEI en Xerius.